# Faten Safieddine
 (juillet 2024).
Si vous disposez d'ouvrages ou d'articles de référence ou si vous connaissez des sites web de qualité traitant du thème abordé ici, merci de compléter l'article en donnant les références utiles à sa vérifiabilité et en les liant à la section « Notes et références ».
Faten Safieddine est une artiste, photographe, critique d’art, documentariste, journaliste, d'origine libanaise, née à Conakry en Guinée, le 23 avril 1954.   
Son parcours est marqué par son engagement aux côtés des artistes marocains et de la défense du patrimoine artistique du Maroc. 

## Biographie
Formée à l’Institut National des Beaux-Arts de Beyrouth, puis à l’École nationale des Beaux-Arts de Paris et à l’Académie des beaux-arts de Florence , elle a fréquenté l’École du Louvre à Paris, les ateliers de gravure de Paris, New York et Asilah et elle réside au Maroc dont elle a la nationalité depuis 1985.  
Elle a été l'épouse de Mohammed Melehi, artiste-peintre marocain dont elle a eu deux filles Ghita et Louloua. 

## Carrière
Très tôt engagée dans la vie artistique, elle réalise de 1991 à 1998 plusieurs documentaires sur l'Art et les artistes contemporains au Maroc.
Dans le cadre du festival d'Asilah, devenu depuis un haut lieu du dialogue entre les cultures du monde, elle organise de 1985  à 1994 expositions, stages, colloques et séminaires. 
De 1990 à 1992, elle s’intéresse à l’habillement traditionnel marocain dans ses dimensions historiques et ethnographiques et coordonne plusieurs manifestations nationales et internationales sur ce thème. Elle est membre fondateur du Musée delle Trame de Gibellina (Italie) et membre fondateur du Musée de Marrakech.
Attachée à la valorisation du patrimoine culturel et artistique marocain, elle collabore à l'action de la fondation autrichienne Arch, présidée par l’Archiduchesse d’Autriche Francesca Von Habsburg, pour le projet de restauration de Monuments publics de la médina de Marrakech.
En 1998, elle réalise pour le Metropolitan Museum of Art de New York un documentaire sur la restauration du Minbar de la Koutoubia et coordonne la même année, en partenariat avec le Ministère de la Culture marocain, la présentation du Minbar restauré au public.
Son œuvre photographique, qui explore le thème de l’ombre et des reflets, a fait l’objet de plusieurs expositions internationales.
Son installation multisensorielle Métamorphoses (2012) est un dispositif élaboré créant un monde d’illusions optiques où se confondent projections personnelles et perceptions sensorielles. L’installation abrite la projection d’un court-métrage coréalisé avec le réalisateur et photographe marocain Othman Zine et qui illustre, dans un style onirique, la lutte de la femme pour se libérer des conditionnements culturels et sociaux. Une série photographique, Chrysalides de lumières, a été tirée de cette installation.
Faten Safieddine a été rédactrice en chef de l’hebdomadaire La Vie Économique. Elle écrit pour des publications marocaines et libanaises, sur l’art, la littérature, le patrimoine, l’artisanat, l’architecture, la décoration, l’économie, la mode, la gastronomie.

## Productions

### Thèse
- Shafic Abboud, Un peintre libanais de l'École de Paris - Vie et œuvre de 1947 à 1984, Université de Paris-Sorbonne, Paris[7].

### Documentaires
- 1991 :
  - Drissi, peintre de l’Etrange
  - Anges et agneaux selon Rachad Salim
- 1993 : Gharbaoui, à corps et à cris
- 1995 : Melehi : La vague à l’âme
- 1998 : La restauration du Minbar de la Koutoubia (Image d’or au 3e Festival International de l’Image des Métiers d’Art, Pézenas, France)
- 1999 : L’Art Contemporain au Maroc (1. L’Art Naïf. 2. La sculpture. 3. Le signe, le symbole et la calligraphie)

### Art vidéo
- 2012 : La Chrysalide (coréalisation : Othman Zine)

### Installations
- 2012 : Impermanence, galerie Nadar, Casablanca
- 2012 : Métamorphoses 2, galerie Nadar, Casablanca
- 2012 : Métamorphoses 1, 4e Biennale internationale, Marrakech

### Expositions

#### Expositions individuelles
- 1977 : Galerie La Cannebière, Abidjan, Côte d’Ivoire
- 1979 : Galerie Workshop 77, Anvers, Belgique
- 2011 : « Ombres », exposition photographique, Café Signes, Paris

#### Expositions collectives
- 1974 : Salon du Printemps, Salle de l’UNESCO, Beyrouth, Liban
- 1974 : « Vingt jeunes artistes de l’École des Beaux-Arts », Centre du Tourisme, Beyrouth, Liban
- 1982 : Jour de la Terre (Palestine), UNESCO, Paris
- 2010 : « Corps voilé/dévoilé », exposition photographique collective, Festival du Monde Arabe, Montréal, Canada
- 2010 : « Ombres croisées », exposition photographique avec Othman Zine, Festival du Monde Arabe, Montréal, Canada
- 2012 : « Chrysalides de lumières », photographies, 4e Biennale internationale, Marrakech
- 2012 : « Artistes du Monde », Espace Le Scribe - l'Harmattan, Paris
- 2012 : « Métamorphosis », photographies, galerie Nadar, Casablanca[8].